# Pankration

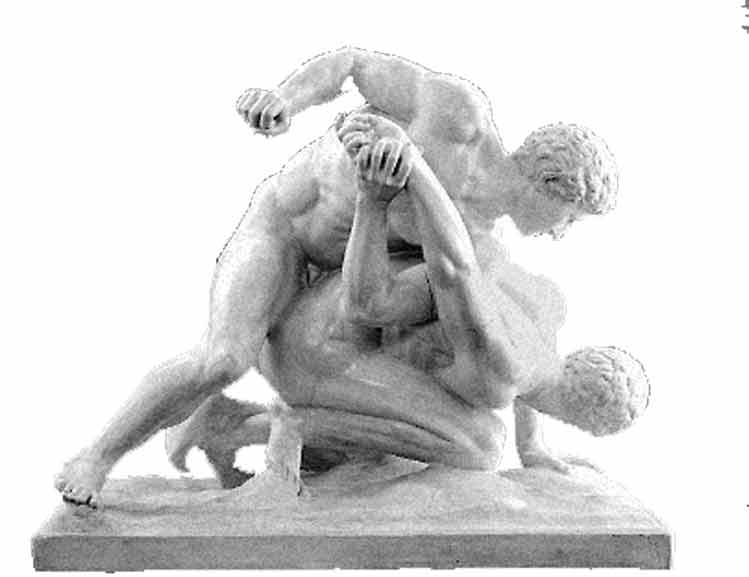
Pankration

Pankration (betonat på '-krat-' och 'tio' uttalas som "tio" och inte som "tjo") var en antik tävlingsgren som snarast kan liknas vid en blandning av brottning och boxning. Ordet "pankration" (grekiska: παγκράτιον) kommer från grekiskans πᾶν, "pan",  som betyder allt och κράτος, "kratos", som betyder styrka, makt eller kraft. På svenska benämnes den ibland för allkamp. Reglerna tillät det mesta, utom att bitas och att peta i ögonen. I stadsstaten Sparta var emellertid även detta tillåtet. Att sparka någon i skrevet var en fullt legitim teknik, som av förklarliga skäl ansågs synnerligen effektiv.
Pankration uppstod troligen ur de tekniker som en människa tar till i en obeväpnad kamp på liv och död. I sporten förekom både slag, sparkar och allehanda, grepp, kast och strypningar. En känd incident från 564 f.Kr. (pankration var den mest publikdragande grenen vid denna tid) var där den tvåfaldige olympiamästaren Arrhachion från Figalia lyckades besegra sin motståndare genom att bryta dennes tår, trots att han satt fast i ett hårt strypgrepp. Motståndaren gav upp kampen, men Arrhachion hade hunnit dö och fick sin tredje segerkrans postumt.
Pankration fanns i två varianter: Orthostanden i vilken kämparna var tvungna att förbli stående samt den vanligaste, Kato Pankration, där kampen fortsatte även sedan de tävlande fallit till marken. Incidenten med Arrhachion blev sedan väldigt känd och efter 564 blev strypgrepp förbjudet i "finalen". 
Moderna motsvarigheter till pankration är MMA, No Holds Barred (NHB) och vale tudo.